# Кошарка за жене на Летњим олимпијским играма 2016.
Кошаркашки турнир за жене на Летњим олимпијским играма 2016. у Рио де Жанеиру је био 11. по реду олимпијски турнир у овом спорту. Такмичење се одржало у периоду између 6. августа и 21. августа, а утакмице групне фазе су игране у арени да Жувентуде, док је елиминациона фаза одржана у Кариока арени 1.
Учествовало је укупно 12 репрезентација подељених у две групе са по 6 екипа. По 4 најбоље из сваке групе наставиле су такмичење у четвртфиналу.
Титулу је бранила селекција САД. Треће место је освојила Србија која је победила Француску у утакмици за треће место.

## Освајачи медаља
| Злато            | Сребро  | Бронза |  |  |  |  |
|                  |         |        |  |  |  |  |
| Сједињене Државе | Шпанија | Србија |  |  |  |  |

## Учесници
Репрезентације су се квалификовале преко ФИБА такмичења (континентална првенства, светска првенства и олимпијски квалификациони турнир).
| Турнир                                        | Датум                             | Домаћин                  | Број места | Квалификанти                                     |
| --------------------------------------------- | --------------------------------- | ------------------------ | ---------- | ------------------------------------------------ |
| Домаћин игара                                 |                                   |                          | 1          | Бразил                                           |
| 2014. ФИБА СП                                 | 27. септембар - 5. октобар 2010.  | Турска                   | 1          | САД                                              |
| Афричко првенство у кошарци за жене 2011.     | 24. септембар. – 3. октобар 2015. | Камерун                  | 1          | Сенегал                                          |
| Азијско првенство у кошарци за жене 2015.     | 29. август – 5. септембар 2015.   | Кина                     | 1          | Јапан                                            |
| Панамеричко првенство у кошарци за жене 2015. | 9. август – 16. август 2015.      | Канада                   | 2          | Венецуела · Канада                               |
| 2015 ФИБА првенство Европе                    | 11. јун – 28. јун 2015.           | Мађарска · Румунија      | 1          | Србија                                           |
| Првенство Океаније у кошарци 2015.            | 15—18. август 2016.               | Аустралија · Нови Зеланд | 1          | Аустралија                                       |
| Олимпијске квалификације 2016.                | 4. јул – 10. јул 2016.            | Француска                | 5          | Белорусија · Кина · Француска · Шпанија · Турска |
| Укупно                                        |                                   |                          | 12         |                                                  |

### Жреб за групну фазу
Службени жреб за групну фазу кошаркашког турнира одржан је у Женеви 11. марта 2016.
| Група A    | Група Б          |
| ---------- | ---------------- |
| Аустралија | Шпанија          |
| Француска  | Канада           |
| Турска     | Кина             |
| Јапан      | Сједињене Државе |
| Белорусија | Србија           |
| Бразил     | Сенегал          |

## Групна фаза
Свих 12 екипа учесница је подељено у две групе са по 6 екипа. Након пет одиграних кола по 4 најбоље пласиране селекције из обе крупе је наставило такмичење у четвртфиналу, док су две последње пласиране екипе завршиле учешће на олимпијском турниру. Групни део турнира игран је у периоду између 6. августа и 14. августа.
Сатница је по локалном бразилском летњем времену (UTC-3)

### Група А
| 6. август 12:00 |                                                            | Турска | 39 : 55                           | Француска | Арена да Жувентуде, Рио де Жанеиро Гледаоци: 2,042 Судије: Гиљерме Локатели (БРА), Скот Бекер (АУС), Наталија Куељо (ДОМ) |  |
| 6. август 12:00 | Четвртине: 16:8, 3:14, 16:19, 4:14                         |        |                                   |           | Арена да Жувентуде, Рио де Жанеиро Гледаоци: 2,042 Судије: Гиљерме Локатели (БРА), Скот Бекер (АУС), Наталија Куељо (ДОМ) |  |
| 6. август 12:00 | Поени: Јилмаз 16 Скокови: Јилмаз 6 Асистенције: Вардарли 5 |        | Мијем, Мишел 14 Јакубу 11 Епупа 5 |           | Арена да Жувентуде, Рио де Жанеиро Гледаоци: 2,042 Судије: Гиљерме Локатели (БРА), Скот Бекер (АУС), Наталија Куељо (ДОМ) |  |

| 6. август 17:30 |                                                                     | Бразил | 66 : 84                       | Аустралија | Арена да Жувентуде, Рио де Жанеиро Гледаоци: 2,368 Судије: Илија Белошевић (СРБ), Карен Лашик (КАН), Пјотр Паштушјак (ПОЉ) |  |
| 6. август 17:30 | Четвртине: 24:14, 15:21, 14:22, 13:27                               |        |                               |            | Арена да Жувентуде, Рио де Жанеиро Гледаоци: 2,368 Судије: Илија Белошевић (СРБ), Карен Лашик (КАН), Пјотр Паштушјак (ПОЉ) |  |
| 6. август 17:30 | Поени: Кастро Маркеш 25 Скокови: дос Сантос 13 Асистенције: Пинто 7 |        | Камбејџ 20 Камбејџ 14 Мичел 6 |            | Арена да Жувентуде, Рио де Жанеиро Гледаоци: 2,368 Судије: Илија Белошевић (СРБ), Карен Лашик (КАН), Пјотр Паштушјак (ПОЉ) |  |

| 6. август 19:45 |                                                                   | Белорусија | 73 : 77                       | Јапан | Арена да Жувентуде, Рио де Жанеиро Гледаоци: 2,586 Судије: Дамир Јавор (СЛО), Чахиназ Бусета (МАР), Хванг Ин-Тае (ЈКО) |  |
| 6. август 19:45 | Четвртине: 21:26, 19:15, 20:19, 13:17                             |            |                               |       | Арена да Жувентуде, Рио де Жанеиро Гледаоци: 2,586 Судије: Дамир Јавор (СЛО), Чахиназ Бусета (МАР), Хванг Ин-Тае (ЈКО) |  |
| 6. август 19:45 | Поени: Леучанка 15 Скокови: Верамејенка 10 Асистенције: Хардинг 5 |            | Курихара 20 Јошида 9 Јошида 8 |       | Арена да Жувентуде, Рио де Жанеиро Гледаоци: 2,586 Судије: Дамир Јавор (СЛО), Чахиназ Бусета (МАР), Хванг Ин-Тае (ЈКО) |  |

| 7. август 17:30 |                                                                    | Аустралија | 61 : 56                         | Турска | Арена да Жувентуде, Рио де Жанеиро Гледаоци: 1,853 Судије: Ан Пантер (НЕМ), Леандро Лескано (АРГ), Карлос Перуђа (ШПА) |  |
| 7. август 17:30 | Четвртине: 12:15, 14:14, 17:12, 18:15                              |            |                                 |        | Арена да Жувентуде, Рио де Жанеиро Гледаоци: 1,853 Судије: Ан Пантер (НЕМ), Леандро Лескано (АРГ), Карлос Перуђа (ШПА) |  |
| 7. август 17:30 | Поени: Камбејџ 22 Скокови: Камбејџ 11 Асистенције: три играча по 3 |            | Сандерс 25 Сандерс 7 Вардарли 7 |        | Арена да Жувентуде, Рио де Жанеиро Гледаоци: 1,853 Судије: Ан Пантер (НЕМ), Леандро Лескано (АРГ), Карлос Перуђа (ШПА) |  |

| 7. август 19:45 |                                                       | Француска | 73 : 72                             | Белорусија | Арена да Жувентуде, Рио де Жанеиро Гледаоци: 2,075 Судије: Фердинанд Пасквал (ФИЛ), Дуан Жу (КИН), Воган Мајбери (АУС) |  |
| 7. август 19:45 | Четвртине: 14:22, 20:20, 18:11, 21:19                 |           |                                     |            | Арена да Жувентуде, Рио де Жанеиро Гледаоци: 2,075 Судије: Фердинанд Пасквал (ФИЛ), Дуан Жу (КИН), Воган Мајбери (АУС) |  |
| 7. август 19:45 | Поени: Епупа 16 Скокови: Мишел 8 Асистенције: Епупа 5 |           | Ликтарович 16 Леучанка 13 Хардинг 8 |            | Арена да Жувентуде, Рио де Жанеиро Гледаоци: 2,075 Судије: Фердинанд Пасквал (ФИЛ), Дуан Жу (КИН), Воган Мајбери (АУС) |  |

| 8. август 17:30 |                                                               | Јапан | 82 : 66                                | Бразил | Арена да Жувентуде, Рио де Жанеиро Гледаоци: 2,624 Судије: Хосе Рејес (МЕК), Карлос Перуђа (ШПА), Надеж Зузу (ОСЛ) |  |
| 8. август 17:30 | Четвртине: 19:20, 28:13, 26:19, 9:14                          |       |                                        |        | Арена да Жувентуде, Рио де Жанеиро Гледаоци: 2,624 Судије: Хосе Рејес (МЕК), Карлос Перуђа (ШПА), Надеж Зузу (ОСЛ) |  |
| 8. август 17:30 | Поени: Токашики 23 Скокови: Токашики 9 Асистенције: Јошида 11 |       | Кастро Маркеш 20 дос Сантос 16 Пинто 6 |        | Арена да Жувентуде, Рио де Жанеиро Гледаоци: 2,624 Судије: Хосе Рејес (МЕК), Карлос Перуђа (ШПА), Надеж Зузу (ОСЛ) |  |

| 9. август 12:15 |                                                           | Аустралија | 89 : 71                   | ' Француска | Арена да Жувентуде, Рио де Жанеиро Гледаоци: 1,481 Судије: Борис Ришчик (УКР), Дуан Жу (КИН), Хванг Ин-Тае (ЈКО) |  |
| 9. август 12:15 | Четвртине: 21:19, 25:10, 23:21, 20:21                     |            |                           |             | Арена да Жувентуде, Рио де Жанеиро Гледаоци: 1,481 Судије: Борис Ришчик (УКР), Дуан Жу (КИН), Хванг Ин-Тае (ЈКО) |  |
| 9. август 12:15 | Поени: Тејлор 31 Скокови: Камбејџ 7 Асистенције: Тејлор 9 |            | Епупа 15 Епупа 7 Будера 4 |             | Арена да Жувентуде, Рио де Жанеиро Гледаоци: 1,481 Судије: Борис Ришчик (УКР), Дуан Жу (КИН), Хванг Ин-Тае (ЈКО) |  |

| 9. август 15:30 |                                                              | Бразил | 63 : 65                                     | Белорусија | Арена да Жувентуде, Рио де Жанеиро Гледаоци: 2,075 Судије: Сретен Радовић (ХРВ), Наталија Куељо (ДОМ), Леандро Лескано (АРГ) |  |
| 9. август 15:30 | Четвртине: 28:16, 12:19, 10:15, 13:15                        |        |                                             |            | Арена да Жувентуде, Рио де Жанеиро Гледаоци: 2,075 Судије: Сретен Радовић (ХРВ), Наталија Куељо (ДОМ), Леандро Лескано (АРГ) |  |
| 9. август 15:30 | Поени: Дантас 23 Скокови: дос Сантос 11 Асистенције: Пинто 4 |        | Троина 18 Леучанка, Верамејенка 6 Хардинг 6 |            | Арена да Жувентуде, Рио де Жанеиро Гледаоци: 2,075 Судије: Сретен Радовић (ХРВ), Наталија Куељо (ДОМ), Леандро Лескано (АРГ) |  |

| 9. август 17:45 |                                                                 | Турска | 76 : 62                         | Јапан | Арена да Жувентуде, Рио де Жанеиро Гледаоци: 2,624 Судије: Ољегс Латишевс (ЛЕТ), Фердинанд Пасквал (ФИЛ), Чанихаз Бусета (МАР) |  |
| 9. август 17:45 | Четвртине: 24:9, 14:14, 19:16, 19:23                            |        |                                 |       | Арена да Жувентуде, Рио де Жанеиро Гледаоци: 2,624 Судије: Ољегс Латишевс (ЛЕТ), Фердинанд Пасквал (ФИЛ), Чанихаз Бусета (МАР) |  |
| 9. август 17:45 | Поени: Сандерс 36 Скокови: Чаглар 9 Асистенције: Албен, Чакир 5 |        | Токашики 13 Токашики 7 Јошида 7 |       | Арена да Жувентуде, Рио де Жанеиро Гледаоци: 2,624 Судије: Ољегс Латишевс (ЛЕТ), Фердинанд Пасквал (ФИЛ), Чанихаз Бусета (МАР) |  |

| 11. август 12:15 |                                                                   | Белорусија | 71 : 74                         | Турска | Арена да Жувентуде, Рио де Жанеиро Гледаоци: 1,784 Судије: Карлос Перуђа (ШПА), Хванг Ин-Тае (ЈКО), Карлос Жулио (АНГ) |  |
| 11. август 12:15 | Четвртине: 19:13, 14:20, 21:24, 17:17                             |            |                                 |        | Арена да Жувентуде, Рио де Жанеиро Гледаоци: 1,784 Судије: Карлос Перуђа (ШПА), Хванг Ин-Тае (ЈКО), Карлос Жулио (АНГ) |  |
| 11. август 12:15 | Поени: Хардинг 17 Скокови: Леучанка 10 Асистенције: Верамејенка 7 |            | Јилмаз 26 Сандерс 11 Вардарли 7 |        | Арена да Жувентуде, Рио де Жанеиро Гледаоци: 1,784 Судије: Карлос Перуђа (ШПА), Хванг Ин-Тае (ЈКО), Карлос Жулио (АНГ) |  |

| 11. август 15:30 |                                                         | Француска | 74 : 64                                   | Бразил | Арена да Жувентуде, Рио де Жанеиро Гледаоци: 3,128 Судије: Хуан Карлос Гарсија (ШПА), Карен Ласик (КАН), Фердинанд Пасквал (ФИЛ) |  |
| 11. август 15:30 | Четвртине: 20:20, 15:9, 22:19, 17:16                    |           |                                           |        | Арена да Жувентуде, Рио де Жанеиро Гледаоци: 3,128 Судије: Хуан Карлос Гарсија (ШПА), Карен Ласик (КАН), Фердинанд Пасквал (ФИЛ) |  |
| 11. август 15:30 | Поени: Скрела 18 Скокови: Груда 10 Асистенције: Епупа 7 |           | Дантас 21 дос Сантос 10 три играчице по 5 |        | Арена да Жувентуде, Рио де Жанеиро Гледаоци: 3,128 Судије: Хуан Карлос Гарсија (ШПА), Карен Ласик (КАН), Фердинанд Пасквал (ФИЛ) |  |

| 11. август 17:45 |                                                                         | Јапан | 86 : 92                               | Аустралија | Арена да Жувентуде, Рио де Жанеиро Гледаоци: 3,315 Судије: Ан Пантер (НЕМ), Леандро Лескано (АРГ), Ахмед Ал-Булуши (ОМА) |  |
| 11. август 17:45 | Четвртине: 24:23, 26:25, 21:11, 15:33                                   |       |                                       |            | Арена да Жувентуде, Рио де Жанеиро Гледаоци: 3,315 Судије: Ан Пантер (НЕМ), Леандро Лескано (АРГ), Ахмед Ал-Булуши (ОМА) |  |
| 11. август 17:45 | Поени: Токашики 23 Скокови: Токашики, Курихара 7 Асистенције: Јошида 11 |       | Камбејџ 37 Камбејџ 10 Мичел, Тејлор 7 |            | Арена да Жувентуде, Рио де Жанеиро Гледаоци: 3,315 Судије: Ан Пантер (НЕМ), Леандро Лескано (АРГ), Ахмед Ал-Булуши (ОМА) |  |

| 13. август 12:15 |                                                           | Аустралија | 74 : 66                                      | Белорусија | Арена да Жувентуде, Рио де Жанеиро Гледаоци: 3,081 Судије: Карен Ласик (КАН), Дуан Жу (КИН), Надеж Зузу (ОСЛ) |  |
| 13. август 12:15 | Четвртине: 22:25, 14:14, 16:20, 22:7                      |            |                                              |            | Арена да Жувентуде, Рио де Жанеиро Гледаоци: 3,081 Судије: Карен Ласик (КАН), Дуан Жу (КИН), Надеж Зузу (ОСЛ) |  |
| 13. август 12:15 | Поени: Камбејџ 17 Скокови: Камбејџ 9 Асистенције: Лавеј 6 |            | Хардинг 16 Леучанка 7 Ликтарович, Леучанка 4 |            | Арена да Жувентуде, Рио де Жанеиро Гледаоци: 3,081 Судије: Карен Ласик (КАН), Дуан Жу (КИН), Надеж Зузу (ОСЛ) |  |

| 13. август 15:30 |                                                            | Турска | 79 : 76 (2 прод.)                | Бразил | Арена да Жувентуде, Рио де Жанеиро Гледаоци: 3,075 Судије: Хуан Карлос Гарсија (ШПА), Хванг Ин-Тае (ЈКО), Пјотр Паштушјак (ПОЉ) |  |
| 13. август 15:30 | Четвртине: 8:15, 12:21, 21:11, 19:13, 10:10, 9:6           |        |                                  |        | Арена да Жувентуде, Рио де Жанеиро Гледаоци: 3,075 Судије: Хуан Карлос Гарсија (ШПА), Хванг Ин-Тае (ЈКО), Пјотр Паштушјак (ПОЉ) |  |
| 13. август 15:30 | Поени: Сандерс 23 Скокови: Сандерс 10 Асистенције: Албен 5 |        | Кастро 22 дос Сантос 12 Кастро 8 |        | Арена да Жувентуде, Рио де Жанеиро Гледаоци: 3,075 Судије: Хуан Карлос Гарсија (ШПА), Хванг Ин-Тае (ЈКО), Пјотр Паштушјак (ПОЉ) |  |

| 13. август 17:45 |                                                            | Јапан | 79 : 71                          | Француска | Арена да Жувентуде, Рио де Жанеиро Гледаоци: 3,351 Судије: Сретен Радовић (ХРВ), Карлос Перуђа (ШПА), Карлос Жулио (АНГ) |  |
| 13. август 17:45 | Четвртине: 17:19, 23:13, 23:22, 16:17                      |       |                                  |           | Арена да Жувентуде, Рио де Жанеиро Гледаоци: 3,351 Судије: Сретен Радовић (ХРВ), Карлос Перуђа (ШПА), Карлос Жулио (АНГ) |  |
| 13. август 17:45 | Поени: Јошида 24 Скокови: Токашики 7 Асистенције: Јошида 7 |       | Епупа, Јакубу 14 Груда 9 Груда 4 |           | Арена да Жувентуде, Рио де Жанеиро Гледаоци: 3,351 Судије: Сретен Радовић (ХРВ), Карлос Перуђа (ШПА), Карлос Жулио (АНГ) |  |

| Репрезентација | Ут | Поб | Изг | К+  | К-  | КР  | Б  |
| -------------- | -- | --- | --- | --- | --- | --- | -- |
| Аустралија     | 5  | 5   | 0   | 400 | 345 | +55 | 10 |
| Француска      | 5  | 3   | 2   | 344 | 323 | +1  | 8  |
| Турска         | 5  | 3   | 2   | 324 | 325 | -1  | 8  |
| Јапан          | 5  | 3   | 2   | 386 | 378 | +8  | 8  |
| Белорусија     | 5  | 1   | 4   | 347 | 361 | -14 | 6  |
| Бразил         | 5  | 0   | 5   | 335 | 384 | -49 | 5  |

### Група Б
| 6. август 14:15 |                                                                          | Кина | 68 : 90                   | Канада | Арена да Жувентуде, Рио де Жанеиро Гледаоци: 2,314 Судије: Хуан Карлос Гарсија (ШПА), Карлос Жулио (АНГ), Ан Пантер (НЕМ) |  |
| 6. август 14:15 | Четвртине: 9:19, 17:18, 20:23, 22:30                                     |      |                           |        | Арена да Жувентуде, Рио де Жанеиро Гледаоци: 2,314 Судије: Хуан Карлос Гарсија (ШПА), Карлос Жулио (АНГ), Ан Пантер (НЕМ) |  |
| 6. август 14:15 | Поени: Чен Н. 13 Скокови: Сун Менгр. 5 Асистенције: Чен К., Сун Менгр. 3 |      | Татам 20 Гучер 10 Гучер 7 |        | Арена да Жувентуде, Рио де Жанеиро Гледаоци: 2,314 Судије: Хуан Карлос Гарсија (ШПА), Карлос Жулио (АНГ), Ан Пантер (НЕМ) |  |

| 7. август 12:00 |                                                                         | Сједињене Државе | 121 : 56                             | Сенегал | Арена да Жувентуде, Рио де Жанеиро Гледаоци: 2,219 Судије: Кристијано Марањо (БРА), Ахмед Ал-Булуши (ОМА), Надеж Зузу (ОСЛ) |  |
| 7. август 12:00 | Четвртине: 35:9, 29:12, 30:17, 27:18                                    |                  |                                      |         | Арена да Жувентуде, Рио де Жанеиро Гледаоци: 2,219 Судије: Кристијано Марањо (БРА), Ахмед Ал-Булуши (ОМА), Надеж Зузу (ОСЛ) |  |
| 7. август 12:00 | Поени: три играчице по 15 Скокови: Фовлес, Гринер 7 Асистенције: Бирд 8 |                  | Диенг 10 Диара, Ај. Траоре 5 Диенг 4 |         | Арена да Жувентуде, Рио де Жанеиро Гледаоци: 2,219 Судије: Кристијано Марањо (БРА), Ахмед Ал-Булуши (ОМА), Надеж Зузу (ОСЛ) |  |

| 7. август 14:15 |                                                                     | Србија | 59 : 65                            | Шпанија | Арена да Жувентуде, Рио де Жанеиро Гледаоци: 2,654 Судије: Роберто Васкез (ПРИ), Наталија Куељо (ДОМ), Пјотр Паштушјак (ПОЉ) |  |
| 7. август 14:15 | Четвртине: 18:19, 13:12, 13:15, 15:19                               |        |                                    |         | Арена да Жувентуде, Рио де Жанеиро Гледаоци: 2,654 Судије: Роберто Васкез (ПРИ), Наталија Куељо (ДОМ), Пјотр Паштушјак (ПОЉ) |  |
| 7. август 14:15 | Поени: Миловановић 17 Скокови: Петровић 8 Асистенције: А. Дабовић 4 |        | Ксаргај 15 Ндур 12 Палау, Торенс 5 |         | Арена да Жувентуде, Рио де Жанеиро Гледаоци: 2,654 Судије: Роберто Васкез (ПРИ), Наталија Куељо (ДОМ), Пјотр Паштушјак (ПОЉ) |  |

| 8. август 12:00 |                                                          | Шпанија | 63 : 103                         | Сједињене Државе | Арена да Жувентуде, Рио де Жанеиро Гледаоци: 2,073 Судије: Христос Христодулу (ГРЧ), Сретен Радовић (ХРВ), Ахмед Ал-Булуши (ОМА) |  |
| 8. август 12:00 | Четвртине: 14:29, 23:25, 14:20, 12:29                    |         |                                  |                  | Арена да Жувентуде, Рио де Жанеиро Гледаоци: 2,073 Судије: Христос Христодулу (ГРЧ), Сретен Радовић (ХРВ), Ахмед Ал-Булуши (ОМА) |  |
| 8. август 12:00 | Поени: Торенс 20 Скокови: Ндур 8 Асистенције: Домингез 3 |         | Таураси 13 Чарлс 6 Бирд, Чарлс 5 |                  | Арена да Жувентуде, Рио де Жанеиро Гледаоци: 2,073 Судије: Христос Христодулу (ГРЧ), Сретен Радовић (ХРВ), Ахмед Ал-Булуши (ОМА) |  |

| 8. август 14:15 |                                                                      | Канада | 71 : 67                            | Србија | Арена да Жувентуде, Рио де Жанеиро Гледаоци: 2,377 Судије: Роберт Лотермозер (НЕМ), Воган Мајбери (АУС), Хванг Ин-Тае (ЈКО) |  |
| 8. август 14:15 | Четвртине: 21:21, 11:19, 13:17, 26:10                                |        |                                    |        | Арена да Жувентуде, Рио де Жанеиро Гледаоци: 2,377 Судије: Роберт Лотермозер (НЕМ), Воган Мајбери (АУС), Хванг Ин-Тае (ЈКО) |  |
| 8. август 14:15 | Поени: Нурс 25 Скокови: Ренкок-Енкуве 9 Асистенције: Ланглуа, Нурс 5 |        | Миловановић 19 Пејџ 6 А. Дабовић 5 |        | Арена да Жувентуде, Рио де Жанеиро Гледаоци: 2,377 Судије: Роберт Лотермозер (НЕМ), Воган Мајбери (АУС), Хванг Ин-Тае (ЈКО) |  |

| 8. август 19:45 |                                                            | Сенегал | 64 : 101                      | Кина | Арена да Жувентуде, Рио де Жанеиро Гледаоци: 2,907 Судије: Карен Ласик (КАН), Карлос Жулио (АНГ), Чахиназ Бусета (МАР) |  |
| 8. август 19:45 | Четвртине: 21:26, 17:21, 15:26, 11:28                      |         |                               |      | Арена да Жувентуде, Рио де Жанеиро Гледаоци: 2,907 Судије: Карен Ласик (КАН), Карлос Жулио (АНГ), Чахиназ Бусета (МАР) |  |
| 8. август 19:45 | Поени: Ас. Траоре 16 Скокови: Диара 8 Асистенције: Диенг 4 |         | Шао, Сун Менгр. 17 Лу 7 Зао 6 |      | Арена да Жувентуде, Рио де Жанеиро Гледаоци: 2,907 Судије: Карен Ласик (КАН), Карлос Жулио (АНГ), Чахиназ Бусета (МАР) |  |

| 10. август 12:15 |                                                        | Кина | 68 : 89                    | Шпанија | Арена да Жувентуде, Рио де Жанеиро Гледаоци: 1,230 Судије: Еди Виатор (ФРА), Леандро Лескано (АРГ), Наталија Куељо (ДОМ) |  |
| 10. август 12:15 | Четвртине: 18:14, 20:27, 21:23, 9:25                   |      |                            |         | Арена да Жувентуде, Рио де Жанеиро Гледаоци: 1,230 Судије: Еди Виатор (ФРА), Леандро Лескано (АРГ), Наталија Куељо (ДОМ) |  |
| 10. август 12:15 | Поени: Шао 14 Скокови: Сун Менгр. 8 Асистенције: Чен 6 |      | Торенс 32 Николс 10 Пало 7 |         | Арена да Жувентуде, Рио де Жанеиро Гледаоци: 1,230 Судије: Еди Виатор (ФРА), Леандро Лескано (АРГ), Наталија Куељо (ДОМ) |  |

| 10. август 15:30 |                                                           | Сједињене Државе | 110 : 84                                                 | Србија | Арена да Жувентуде, Рио де Жанеиро Гледаоци: 2,490 Судије: Пјотр Паштушјак (ПОЉ), Скот Бекер (АУС), Надеж Зузу (ОСЛ) |  |
| 10. август 15:30 | Четвртине: 31:21, 25:13, 28:27, 26:23                     |                  |                                                          |        | Арена да Жувентуде, Рио де Жанеиро Гледаоци: 2,490 Судије: Пјотр Паштушјак (ПОЉ), Скот Бекер (АУС), Надеж Зузу (ОСЛ) |  |
| 10. август 15:30 | Поени: Таураси 25 Скокови: Чарлс 8 Асистенције: Таураси 6 |                  | три играчице по 15 А. Дабовић 5 А. Дабовић, М. Дабовић 4 |        | Арена да Жувентуде, Рио де Жанеиро Гледаоци: 2,490 Судије: Пјотр Паштушјак (ПОЉ), Скот Бекер (АУС), Надеж Зузу (ОСЛ) |  |

| 10. август 17:45 |                                                        | Сенегал | 58 : 68                     | Канада | Арена да Жувентуде, Рио де Жанеиро Гледаоци: 2,640 Судије: Ан Пантер (НЕМ), Карлос Жулио (АНГ), Ахмед Ал-Булуши (ОМА) |  |
| 10. август 17:45 | Четвртине: 10:17, 14:16, 17:22, 17:13                  |         |                             |        | Арена да Жувентуде, Рио де Жанеиро Гледаоци: 2,640 Судије: Ан Пантер (НЕМ), Карлос Жулио (АНГ), Ахмед Ал-Булуши (ОМА) |  |
| 10. август 17:45 | Поени: Траоре 24 Скокови: Диара 9 Асистенције: Диеме 6 |         | Нурсе 14 Татам 10 Ланголи 6 |        | Арена да Жувентуде, Рио де Жанеиро Гледаоци: 2,640 Судије: Ан Пантер (НЕМ), Карлос Жулио (АНГ), Ахмед Ал-Булуши (ОМА) |  |

| 12. август 12:15 |                                                                        | Србија | 80 : 72                                             | Кина | Арена да Жувентуде, Рио де Жанеиро Гледаоци: 2,219 Судије: Христос Христодулу (ГРЧ), Наталија Куељо (ДОМ), Надеж Зузу (ОСЛ) |  |
| 12. август 12:15 | Четвртине: 24:14, 16:20, 26:9, 14:29                                   |        |                                                     |      | Арена да Жувентуде, Рио де Жанеиро Гледаоци: 2,219 Судије: Христос Христодулу (ГРЧ), Наталија Куељо (ДОМ), Надеж Зузу (ОСЛ) |  |
| 12. август 12:15 | Поени: А. Дабовић 23 Скокови: Пејџ, Петровић 8 Асистенције: Петровић 6 |        | Сун Менгр. 16 Сун Менгр., Хуанг 7 три играчице по 3 |      | Арена да Жувентуде, Рио де Жанеиро Гледаоци: 2,219 Судије: Христос Христодулу (ГРЧ), Наталија Куељо (ДОМ), Надеж Зузу (ОСЛ) |  |

| 12. август 15:30 |                                                                       | Канада | 51 : 81                      | Сједињене Државе | Арена да Жувентуде, Рио де Жанеиро Гледаоци: 3,138 Судије: Еди Виатор (ФРА), Воган Мајбери (КАН), Ахмед Ал-Булуши (ОМА) |  |
| 12. август 15:30 | Четвртине: 16:18, 6:18, 14:24, 15:21                                  |        |                              |                  | Арена да Жувентуде, Рио де Жанеиро Гледаоци: 3,138 Судије: Еди Виатор (ФРА), Воган Мајбери (КАН), Ахмед Ал-Булуши (ОМА) |  |
| 12. август 15:30 | Поени: Ајим 8 Скокови: Ренкок-Екунве 8 Асистенције: Ланголуа, Татам 3 |        | Мур, Таураси 12 Мур 8 Бирд 9 |                  | Арена да Жувентуде, Рио де Жанеиро Гледаоци: 3,138 Судије: Еди Виатор (ФРА), Воган Мајбери (КАН), Ахмед Ал-Булуши (ОМА) |  |

| 12. август 17:45 |                                                                     | Шпанија | 97 : 43                         | Сенегал | Арена да Жувентуде, Рио де Жанеиро Гледаоци: 3,329 Судије: Скот Бекер (АУС), Леандро Лескано (АРГ), Чахиназ Бусета (МАР) |  |
| 12. август 17:45 | Четвртине: 26:11, 20:8, 25:13, 26:11                                |         |                                 |         | Арена да Жувентуде, Рио де Жанеиро Гледаоци: 3,329 Судије: Скот Бекер (АУС), Леандро Лескано (АРГ), Чахиназ Бусета (МАР) |  |
| 12. август 17:45 | Поени: Торенс 14 Скокови: Николс 7 Асистенције: четири играчицепо 5 |         | Си 16 Диара 6 три играчице по 2 |         | Арена да Жувентуде, Рио де Жанеиро Гледаоци: 3,329 Судије: Скот Бекер (АУС), Леандро Лескано (АРГ), Чахиназ Бусета (МАР) |  |

| 14. август 12:15 |                                                              | Кина | 62 : 105                         | Сједињене Државе | Арена да Жувентуде, Рио де Жанеиро Гледаоци: 2,957 Судије: Фердинанд Пасквал (ФИЛ), Роберт Лотермозер (НЕМ), Чахиназ Бусета (МАР) |  |
| 14. август 12:15 | Четвртине: 9:32, 17:28, 14:18, 22:27                         |      |                                  |                  | Арена да Жувентуде, Рио де Жанеиро Гледаоци: 2,957 Судије: Фердинанд Пасквал (ФИЛ), Роберт Лотермозер (НЕМ), Чахиназ Бусета (МАР) |  |
| 14. август 12:15 | Поени: Сун Менгр. 16 Скокови: Чен Ћ. 6 Асистенције: Чен Ћ. 6 |      | Чарлс, Гринер 18 Гринер 13 Мур 8 |                  | Арена да Жувентуде, Рио де Жанеиро Гледаоци: 2,957 Судије: Фердинанд Пасквал (ФИЛ), Роберт Лотермозер (НЕМ), Чахиназ Бусета (МАР) |  |

| 14. август 15:30 |                                                                | Сенегал | 92 : 73                         | Србија | Арена да Жувентуде, Рио де Жанеиро Гледаоци: 3,113 Судије: Еди Виатор (ФРА), Пјотр Паштушјак (ПОЉ), Хванг Ин-Тае (ЈКО) |  |
| 14. август 15:30 | Четвртине: 15:27, 28:28, 23:21, 22:19                          |         |                                 |        | Арена да Жувентуде, Рио де Жанеиро Гледаоци: 3,113 Судије: Еди Виатор (ФРА), Пјотр Паштушјак (ПОЉ), Хванг Ин-Тае (ЈКО) |  |
| 14. август 15:30 | Поени: Ас. Траоре 30 Скокови: Ас. Траоре 8 Асистенције: Диуф 8 |         | Петровић 20 Пејџ 8 А. Дабовић 8 |        | Арена да Жувентуде, Рио де Жанеиро Гледаоци: 3,113 Судије: Еди Виатор (ФРА), Пјотр Паштушјак (ПОЉ), Хванг Ин-Тае (ЈКО) |  |

| 14. август 17:45 |                                                         | Шпанија | 73 : 60                                           | Канада | Арена да Жувентуде, Рио де Жанеиро Гледаоци: 3,026 Судије: Кристијано Марањо (БРА), Воган Мајбери (АУС), Наталија Куељо (ДОМ) |  |
| 14. август 17:45 | Четвртине: 17:16, 16:13, 16:18, 24:13                   |         |                                                   |        | Арена да Жувентуде, Рио де Жанеиро Гледаоци: 3,026 Судије: Кристијано Марањо (БРА), Воган Мајбери (АУС), Наталија Куељо (ДОМ) |  |
| 14. август 17:45 | Поени: Торенс 20 Скокови: Николс 12 Асистенције: Пало 6 |         | Филд 13 Ачонва, Ренкок-Екунве 7 три играчице по 2 |        | Арена да Жувентуде, Рио де Жанеиро Гледаоци: 3,026 Судије: Кристијано Марањо (БРА), Воган Мајбери (АУС), Наталија Куељо (ДОМ) |  |

| Репрезентација   | Ут | Поб | Изг | К+  | К-  | КР   | Б  |
| ---------------- | -- | --- | --- | --- | --- | ---- | -- |
| Сједињене Државе | 5  | 5   | 0   | 520 | 316 | +204 | 10 |
| Шпанија          | 5  | 4   | 1   | 387 | 333 | +54  | 9  |
| Канада           | 5  | 3   | 2   | 340 | 347 | -7   | 8  |
| Србија           | 5  | 2   | 3   | 385 | 406 | +13  | 7  |
| Кина             | 5  | 1   | 4   | 371 | 428 | -57  | 6  |
| Сенегал          | 5  | 0   | 5   | 309 | 482 | -173 | 5  |

## Елиминациона фаза
|  | Четвртфинале     | Четвртфинале     |                  |     | Полуфинале  | Полуфинале  |  |  | Финале | Финале |
|  |                  |                  |                  |     |             |             |  |  |        |        |
|  | 16. август       |                  |                  |     |             |             |  |  |        |        |
|  |                  |                  |                  |     |             |             |  |  |        |        |
|  | Француска        | 68               |                  |     |             |             |  |  |        |        |
|  | Француска        | 68               | 19. август       |     |             |             |  |  |        |        |
|  | Канада           | 63               |                  |     |             |             |  |  |        |        |
|  | Канада           | 63               | Француска        | 67  |             |             |  |  |        |        |
|  | 16. август       |                  | Француска        | 67  |             |             |  |  |        |        |
|  |                  | Сједињене Државе | 86               |     |             |             |  |  |        |        |
|  | Сједињене Државе | Сједињене Државе | 86               | 110 |             |             |  |  |        |        |
|  | Сједињене Државе |                  | 21. август       | 110 |             |             |  |  |        |        |
|  | Јапан            | 64               |                  |     |             |             |  |  |        |        |
|  | Јапан            | 64               | Сједињене Државе |     |             |             |  |  |        |        |
|  | 16. август       |                  |                  |     |             |             |  |  |        |        |
|  |                  | Шпанија          |                  |     |             |             |  |  |        |        |
|  | Шпанија          | 64               |                  |     |             |             |  |  |        |        |
|  | Шпанија          | 64               | 19. август       |     |             |             |  |  |        |        |
|  | Турска           | 62               |                  |     |             |             |  |  |        |        |
|  | Турска           | 62               | Шпанија          | 68  |             |             |  |  |        |        |
|  | 16. август       |                  | Шпанија          | 68  |             |             |  |  |        |        |
|  |                  | Србија           | 54               |     | Треће место | Треће место |  |  |        |        |
|  | Аустралија       | Србија           | 54               | 71  | Треће место | Треће место |  |  |        |        |
|  | Аустралија       |                  | 21. август       | 71  |             |             |  |  |        |        |
|  | Србија           | 73               |                  |     |             |             |  |  |        |        |
|  | Србија           | 73               | Француска        | 63  |             |             |  |  |        |        |
|  |                  |                  |                  |     |             |             |  |  |        |        |
|  | Србија           | 70               |                  |     |             |             |  |  |        |        |
|  | Србија           | 70               |                  |     |             |             |  |  |        |        |

### Четвртфинале
| 16. август 11:00 |                                                             | Аустралија | 71 : 73                                       | Србија | Кариока арена 1, Рио де Жанеиро Гледаоци: 5,630 Судије: Еди Виатор (ФРА),Карен Ласик (КАН), Наталија Куељо (ДОМ) |  |
| 16. август 11:00 | Четвртине: 20:20, 17:15, 15:16, 19:22                       |            |                                               |        | Кариока арена 1, Рио де Жанеиро Гледаоци: 5,630 Судије: Еди Виатор (ФРА),Карен Ласик (КАН), Наталија Куељо (ДОМ) |  |
| 16. август 11:00 | Поени: Камбејџ 29 Скокови: Камбејџ 11 Асистенције: Тејлор 9 |            | А. Дабовић 24 четири играчице по 4 Петровић 5 |        | Кариока арена 1, Рио де Жанеиро Гледаоци: 5,630 Судије: Еди Виатор (ФРА),Карен Ласик (КАН), Наталија Куељо (ДОМ) |  |

| 16. август 14:30 |                                                       | Шпанија | 64 : 62                       | Турска | Кариока арена 1, Рио де Жанеиро Гледаоци: 6,565 Судије: Кристијано Марањо (БРА), Ан Пантер (НЕМ), Леандро Лескано (АРГ) |  |
| 16. август 14:30 | Четвртине: 12:1 7, 17: 8, 13:22, 22:15                |         |                               |        | Кариока арена 1, Рио де Жанеиро Гледаоци: 6,565 Судије: Кристијано Марањо (БРА), Ан Пантер (НЕМ), Леандро Лескано (АРГ) |  |
| 16. август 14:30 | Поени: Круз 14 Скокови: Торенс 11 Асистенције: Круз 6 |         | Сандерс 22 Сандерс 10 Албен 6 |        | Кариока арена 1, Рио де Жанеиро Гледаоци: 6,565 Судије: Кристијано Марањо (БРА), Ан Пантер (НЕМ), Леандро Лескано (АРГ) |  |

| 16. август 18:45 |                                                               | Сједињене Државе | 110 : 64                                  | Јапан | Кариока арена 1, Рио де Жанеиро Гледаоци: 7,471 Судије: Карлос Перуђа (ШПА), Дуан Жу (КИН), Карлос Жулио (АНГ) |  |
| 16. август 18:45 | Четвртине: 30:23, 26:23, 25:13, 29:5                          |                  |                                           |       | Кариока арена 1, Рио де Жанеиро Гледаоци: 7,471 Судије: Карлос Перуђа (ШПА), Дуан Жу (КИН), Карлос Жулио (АНГ) |  |
| 16. август 18:45 | Поени: Мур, Таураси 19 Скокови: Гринер 7 Асистенције: Чарлс 5 |                  | Токашики 14 четири играчице по 3 Јошида 8 |       | Кариока арена 1, Рио де Жанеиро Гледаоци: 7,471 Судије: Карлос Перуђа (ШПА), Дуан Жу (КИН), Карлос Жулио (АНГ) |  |

| 16. август 22:15 |                                                        | Француска | 68 : 63                           | Канада | Кариока арена 1, Рио де Жанеиро Гледаоци: 7,200 Судије: Сретен Радовић (ХРВ), Воган Мајбери (АУС), Хванг Ин-Тае (ЈКО) |  |
| 16. август 22:15 | Четвртине: 16: 25, 16:12, 18:13, 18:13                 |           |                                   |        | Кариока арена 1, Рио де Жанеиро Гледаоци: 7,200 Судије: Сретен Радовић (ХРВ), Воган Мајбери (АУС), Хванг Ин-Тае (ЈКО) |  |
| 16. август 22:15 | Поени: Груда 14 Скокови: Груда 10 Асистенције: Епупа 6 |           | Гоше 15 три играчице по 5 Татам 4 |        | Кариока арена 1, Рио де Жанеиро Гледаоци: 7,200 Судије: Сретен Радовић (ХРВ), Воган Мајбери (АУС), Хванг Ин-Тае (ЈКО) |  |

### Полуфинале
| 18. август 11:30 |                                                               | Шпанија | 68 : 54                                       | Србија | Кариока арена 1, Рио де Жанеиро Гледаоци: 8,818 Судије: Дамир Јавор (СЛО),Скот Бекер (АУС), Ан Пантер (НЕМ) |  |
| 18. август 11:30 | Четвртине: 20:9, 13:19, 20:10, 15:16                          |         |                                               |        | Кариока арена 1, Рио де Жанеиро Гледаоци: 8,818 Судије: Дамир Јавор (СЛО),Скот Бекер (АУС), Ан Пантер (НЕМ) |  |
| 18. август 11:30 | Поени: Ндур, Торенс 14 Скокови: Николс 12 Асистенције: Пало 7 |         | Чађо, Петровић 12 Пејџ, Петровић 7 Бутулија 3 |        | Кариока арена 1, Рио де Жанеиро Гледаоци: 8,818 Судије: Дамир Јавор (СЛО),Скот Бекер (АУС), Ан Пантер (НЕМ) |  |

| 18. август 15:30 |                                                        | Француска | 67 : 86                       | Сједињене Државе | Кариока арена 1, Рио де Жанеиро Гледаоци: 8,431 Судије: Фердинанд Пасквал (ФИЛ), Карен Ласик (КАН), Дуан Жу (КИН) |  |
| 18. август 15:30 | Четвртине: 15:19, 21: 21, 8:25, 23:21                  |           |                               |                  | Кариока арена 1, Рио де Жанеиро Гледаоци: 8,431 Судије: Фердинанд Пасквал (ФИЛ), Карен Ласик (КАН), Дуан Жу (КИН) |  |
| 18. август 15:30 | Поени: Јакубу 14 Скокови: Груда 6 Асистенције: Мишел 3 |           | Таураси 18 Фовлес 9 Таураси 4 |                  | Кариока арена 1, Рио де Жанеиро Гледаоци: 8,431 Судије: Фердинанд Пасквал (ФИЛ), Карен Ласик (КАН), Дуан Жу (КИН) |  |

### Утакмица за 3. место
| 18. август 11:30 |                                                         | Француска | 63 : 70                            | Србија | Кариока арена 1, Рио де Жанеиро Гледаоци: 8,818 Судије: Карлос Перуђа (ШПА), Ан Пантер (НЕМ), Наталија Куељо (ДОМ) |  |
| 18. август 11:30 | Четвртине: 10:18, 17:9, 15:28, 21:15                    |           |                                    |        | Кариока арена 1, Рио де Жанеиро Гледаоци: 8,818 Судије: Карлос Перуђа (ШПА), Ан Пантер (НЕМ), Наталија Куељо (ДОМ) |  |
| 18. август 11:30 | Поени: Мијем 18 Скокови: Јакубу 10 Асистенције: Епупа 4 |           | Миловановић 18 Пејџ 8 А. Дабовић 5 |        | Кариока арена 1, Рио де Жанеиро Гледаоци: 8,818 Судије: Карлос Перуђа (ШПА), Ан Пантер (НЕМ), Наталија Куељо (ДОМ) |  |